# Anna Sahlene
Anna Sahlene, anciennement connue sous le mononyme Sahlene et de son vrai nom Anna Cecilia Sahlin est une chanteuse suédoise née le 11 mai 1976 à Söderhamn.

## Jeunesse et débuts
Anna Cecilia Sahlin naît en 1976 à Söderhamn dans le comté de Gävleborg en Suède. Elle est l'aînée d'une fratrie de sept enfants; elle a trois frères et trois sœurs.

Issue d'une famille de musiciens, la jeune Anna commence à chanter dès son jeune âge, et prend également entre autres des cours de hautbois.
C'est en tant qu'actrice que sa carrière démarre, en jouant le rôle d'Anna dans le film Les Enfants du village de Noisy, une adaptation des œuvres de l'autrice Astrid Lindgren réalisée par Lasse Hallström et sortie en 1986. Elle retrouve ce rôle un an plus tard, dans le film Mer om oss barn i Bullerbyn, qui fait suite au premier. Ces deux films seront ensuite réadaptés sous la forme d'une série télévisée en neuf épisodes, diffusée en 1989.

## Carrière
Anna quitte sa ville natale pour rejoindre Stockholm à l'âge de dix-huit ans. Désireuse de poursuivre une carrière de chanteuse, elle démarre en tant que choriste sur des enregistrements d'artistes tels que Carola Häggkvist ou Robyn, au sein d'une chorale de gospel.
Lors de l'Eurovision 1999, elle fait partie des choristes lors de la victoire de la Suède, alors représentée par Charlotte Nilsson avec sa chanson Take Me to Your Heaven,.

En 2000, elle est choriste pour la chanson maltaise, Desire de Claudette Pace (en), qui finit 8e,.
En 2002, elle remplace la chanteuse Ines qui ne voulait pas chanter la chanson Runaway à l'Eurolaul. Elle fut sélectionnée pour représenter l'Estonie à Tallinn, sous son nom de scène Sahlene. L’Estonie termine alors 3e à domicile,.
Elle participe ensuite plusieurs fois au Melodifestivalen dans le but de représenter la Suède à l'Eurovision: en 2003 avec sa chanson We're Unbreakable qui se classe 5e, en 2006, avec sa chanson This Woman qui se classe également 5e, et en 2009 où la chanson Killing Me Tenderly (en) qu'elle interprète en duo avec Maria Haukaas Storeng se classe septième et avant-dernière dans la quatrième demi-finale.
Entre 2012 et 2013, elle joue le rôle de Marie Madeleine dans la production suédoise de la comédie musicale Jesus Christ Superstar au Göta Lejon à Stockholm.
En 2016, elle participe à l'Eurovision en tant que choriste pour Dami Im, la représentante australienne sur la chanson Sound of Silence qui finit 2e du Concours.
Entre 2018 et 2019, elle joue le rôle de Grace dans la comédie musicale Annie, jouée au Nöjesteatern de Malmö. Elle retrouve ce rôle en mai 2019 au Lorensbergsteatern de Göteborg.
La même année, elle participe à l'Eurovision, encore une fois en tant que choriste, cette fois pour le représentant du Royaume-Uni, Michael Rice, sue sa chanson Bigger Than Us, qui se classe à la 26e et dernière position lors de la finale.
En 2022, soit 20 ans après son passage à l'Eurovision pour l'Estonie, elle participe à l'Eesti Laul, dans le but de représenter le pays une nouvelle fois. Sa chanson, intitulée Champion, se classe 4e lors de la finale. C'est Stefan Airapetjan qui finit par l'emporter.
En 2023, elle participe à la série de téléréalité Squid Game: The Challenge (en), diffusée sur Netflix. Portant le numéro 142, elle est éliminée lors du 3e épisode.
En 2025, elle participe à nouveau à l'Eesti Laul, avec la chanson Love Me Low.

## Vie privée
Anna épouse en 2010 le guitariste Jimmy Wahlsteen (sv), son compagnon depuis douze ans. Ensemble, ils ont deux enfants: une fille prénommée Lily, née en 2006, et un fils prénommé Orlando, né en 2011, tous les deux acteurs. Le couple se sépare en 2023.

## Discographie

### Albums
- 2004 : It's Been a While
- 2005 : Photograph
- 2012 : Roses

### Singles
- 2000 : The Little Voice
- 2000 : House
- 2001 : Fishies
- 2002 : Runaway
- 2003 : Do You Really Wanna?
- 2003 : No Ordinary Girl
- 2003 : We're Unbreakable
- 2005 : Creeps
- 2005 : You Can Shine
- 2005 : Photograph
- 2006 : This Woman
- 2009 : Killing Me Tenderly (en duo avec Maria Haukaas Storeng)
- 2013 : Vertigo (feat. Peter Boström)
- 2014 : This Christmas
- 2017 : We are one
- 2017 : Tänk att vi hade turen
- 2019 : Just one story away
- 2021 : Champion
- 2023 : Love Me Low

## Filmographie

### Cinéma

#### En tant qu'actrice
- 1986 : Les Enfants du village de Noisy de Lasse Hallström : Anna
- 1987 : Mer om oss barn i Bullerbyn de Lasse Hallström : Anna

#### Doublages en version suédoise
- 2005 : Robots de Chris Wedge et Carlos Saldanha : Cappy
- 2006 : Happy Feet de George Miller : Gloria
- 2008 : Barry, le roi du disco de Thomas Borch Nielsen : Gloria
- 2008 : Son Altesse Alex de Jonathan M. Shiff : Amanda
- 2011 : Happy Feet 2 de George Miller : Gloria
- 2013 : Epic : La Bataille du royaume secret de Chris Wedge : Reine Tara
- 2021 : Lassie : La Route de l'aventure de Hanno Olderdissen : Sandra
- 2021 : Encanto : La Fantastique Famille Madrigal : Pepa
- 2023 : Ruby, l'ado Kraken de Kirk DeMicco : Agatha

### Téléréalité
- 2023 : Squid Game: The Challenge (en) : elle-même; joueuse n°142